# Lydia (Carolina del Sur)
Lydia es un lugar designado por el censo ubicado en el condado de Darlington, en el estado estadounidense de Carolina del Sur. La localidad en el año 2010 tiene una población de 642 habitantes. 

## Geografía
Lydia se encuentra ubicado en las coordenadas 34°17′15.51″N 80°7′13.07″O / 34.2876417, -80.1202972. 